# Guns and Horses (dal)
A Guns and Horses egy dal Ellie Goulding angol énekesnő Lights című albumáról. 2010. május 16-án jelent meg digitális letöltés formájában, az album harmadik kislemezeként.

## Háttér
Goulding így vélekedett a számról:
"A dal egy románcról szól, mely az Interneten indult [...]. Azt akartam, hogy a fiú többet érezzen irántam, de önhibáján kívül ezt nem tehette meg. A felvétel a csalódottságról szól. A producerem, Starsmith nagyon megnevettetett a végén, de nem tudom megismételni, minek hívott."
A Drop Dead Diva című sorozat egyik epizódjában szerepelt a szám.

## Videóklip
A Guns and Horses videóját Petro rendezte, és Los Angeles egyik parkjában készült a kisfilm. A VEVO 2010. április 12-én mutatta be a klipet. A klipben Goulding egy erdőben sétál, ahol katonákat és lovakat fedez fel. A sereg elkezd az énekesnővel együtt táncolni, majd Ellie körbemutatja a helyszínt egy kamerával, és véget ér a kisfilm.

## Dallista
| 1. | Guns and Horses (Radio Edit)      |  |  | 3:34 |
| 2. | Guns and Horses (Neo Tokyo Remix) |  |  | 5:55 |
| 3. | Guns and Horses (Jezebel Remix)   |  |  | 4:22 |

| 1. | Guns and Horses (Radio Edit)      |  |  | 3:33 |
| 2. | Guns and Horses (Neo Tokyo Remix) |  |  | 5:55 |
| 3. | Guns and Horses (Jezebel Remix)   |  |  | 4:20 |
| 4. | Guns and Horses (Tonka Remix)     |  |  | 5:27 |

## Fordítás
Ez a szócikk részben vagy egészben  a   Guns and Horses című angol Wikipédia-szócikk fordításán alapul.  Az eredeti cikk szerkesztőit annak laptörténete sorolja fel. Ez a jelzés csupán a megfogalmazás eredetét és a szerzői jogokat jelzi, nem szolgál a cikkben szereplő információk forrásmegjelöléseként.